# オートフィリア
『オートフィリア』(Autophilia)はイギリスのロックバンド、ブルートーンズのシングル、もしくはその表題曲。『サイエンス・アンド・ネイチャー』からのセカンドシングルとして、全英18位を記録。シングルカットされた際についた長い副題は(Or How I Learned to Stop Worrying and Love My Car)で、『博士の異常な愛情 または私は如何にして心配するのを止めて水爆を愛するようになったか』をもじったもの。
表題曲を直訳すると「自動車病的愛好」で、文字通り車への深い愛情を歌った曲。しかし、実際はマークは車の運転が出来ないそうである。この曲について、『サイエンス・アンド・ネイチャー』の解説を担当した妹沢奈美は「"オートフィリア"にかけてはもう、鼻血出して身悶えするほどの名曲である」と絶賛している。また、カップリングの『イッツ・ア・ボーイ』はスコット・モリス、『スープ・デ・ジュール』はエズ・チェスターズがそれぞれリードボーカルをとっている。

## 収録曲
- CD1

1. Autophilia (Or How I Learned to Stop Worrying and Love My Car)
2. Thought You’d Be Taller
3. It’s A Boy

- CD2

1. Autophilia (Or How I Learned to Stop Worrying and Love My Car)
2. Soup du Jour
3. Vostock of Love

- Cassette

1. Autophilia (Or How I Learned to Stop Worrying and Love My Car)
2. It’s A Boy

- CD Promo

1. Autophilia (Or How I Learned to Stop Worrying and Love My Car) (radio version)